# Antun Nemčić
Antun Nemčić (14. ledna 1813 Edde, Uhersko – 5. září 1849, Križevci) byl chorvatský spisovatel.
Nemčić vystudoval v Záhřebu filozofii a práva. Jako řada dalších literátů této doby se účastnil obrozeneckého ilyrského hnutí. Byl šlechtického původu. Působil také pod pseudonymem A. N. Gostovinski, pod kterým vydával řadu básní. Svůj život strávil hlavně ve městech Koprivnica a Ludbreg, pracoval jako soudce.
Stejně jako další chorvatští obrozenci, byl i Nemčić romantikem. Věnoval se také i cestopisům, které uveřejnil v knize fejetonů "Putositnice", byl také i autor řady povídek. Nemčić se ve svých mladých letech často pohyboval Itálii (nejraději měl Benátky); tyto cesty se staly zdrojem témat pro jeho cestopis.
Kromě toho byl autorem také i řady jiných děl, např. komedie Kvas bez kruha ili Tko će biti veliki sudac, kde se pokoušel veřejnosti ukázat, jak se zákulisně místní politici dohadují. Též se pokoušel proniknout i do tvorby románů, avšak své dílo Udesi ljudski nedokončil. Zemřel na choleru ve věku třiceti sedmi let.